# أديس مارسيدس
أديس مارسيدس (بالإسبانية: Addys Mercedes)‏ هو المغنية وكاتبة أغاني كوبية. تعيش في مدينة إيسن في ألمانيا.

## ديسكغرفي

### ألبومات CD
- Mundo Nuevo (2001 Media Luna)
- Nomad (2003 Media Luna)
- Addys (2012 Media Luna)

### CD الفردي
- Mundo Nuevo (2001 Media Luna)
- Gitana Loca (2005 Media Luna)
- Esa Voz (2005 Media Luna)
- Sabado Roto (2011 Media Luna)
- Hollywood (2012 Media Luna)
- Gigolo (2012 Media Luna)

## الموقع
- Addys Mercedes

## روابط خارجية
- أديس مارسيدس على موقع ميوزك برينز (الإنجليزية)
- أديس مارسيدس على موقع ديسكوغز (الإنجليزية)
- أديس مارسيدس على موقع ديسكوغز (الإنجليزية)